# Oramiella wisei
Oramiella wisei är en spindelart som beskrevs av Forster och Wilton 1973. Oramiella wisei ingår i släktet Oramiella och familjen trattspindlar. Inga underarter finns listade i Catalogue of Life.